# リーヴァイ・コッフィン
リーヴァイ・コフィン（Levi Coffin, 1798年 - 1877年）は、アメリカノースカロライナ州クリーヴランド出身クエーカー教徒。奴隷廃止論者として有名。
奴隷廃止運動の最前線に立つリーダーとして認められていた。自宅を開放して、何千人もの黒人奴隷を匿った。